# Jakov Sinaj

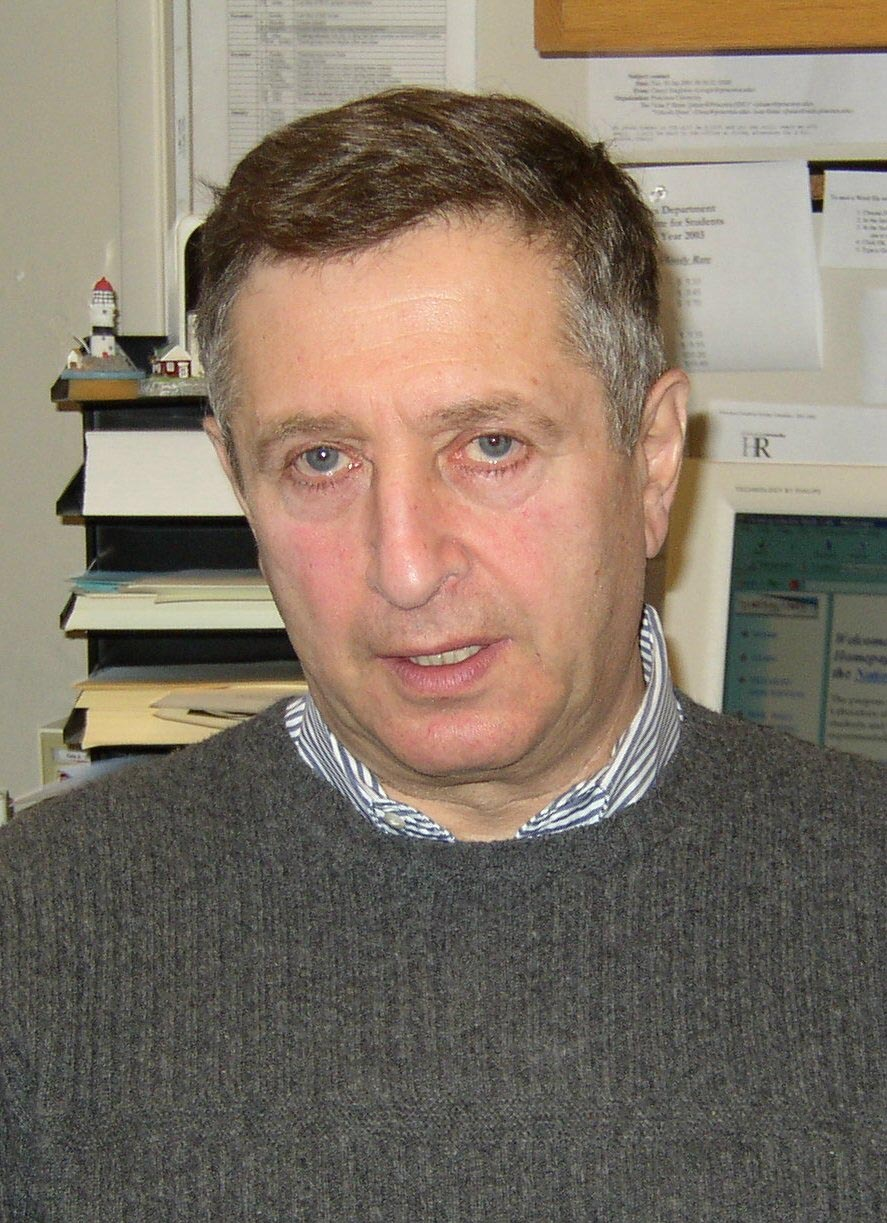
Yakov Grigorevitsj Sinai

Jakov Grigorjevitsj Sinaj (Russisch: Яков Григорьевич Синай) (Moskou, 21 september 1935) is een Russisch wiskundige.

## Afkomst
Yakov Sinai werd geboren in een Joodse familie. Zijn ouders Nadezda Kagan en Gregory Sinai waren microbiologen. Zijn grootvader Veniamin Kagan was hoofd van de afdeling differentiaalmeetkunde van de Staatsuniversiteit van Moskou en beïnvloedde Sinai.

## Opleiding
Sinai ging ook wiskunde studeren aan de Staatsuniversiteit van Moskou en promoveerde in 1960 bij Andrej Kolmogorov.

## Werk
Met Kolmogorov bewees hij dat voor een onvoorspelbaar dynamisch systeem de graad van onvoorspelbaarheid van beweging wiskundige beschrijving toelaat. Volgens hun Kolmogorov–Sinai entropie is een systeem met nul entropie volledig voorspelbaar terwijl systemen met entropie groter dan nul onvoorspelbaarder worden naarmate ze meer entropie bevatten.
In 1963 voerde Sinai de dynamische biljarts of Sinai biljarts in, een geïdealiseerd systeem waarin ballen zonder verlies aan energie botsen op een rand. Hij bewees dat voor de meeste beginvoorwaarden het systeem ergodisch is, de tijd die een bal doorbrengt in elk gebied van de rand evenredig is met de lengte of oppervlakte van die rand.
Van 1960 tot 1971 was Sinai onderzoeker aan het laboratorium voor probabilistische en statistische methodes van de Staatsuniversiteit van Moskou. In 1971 werd hij professor aan het Landau Instituut voor Theoretische Fysica. Sinds 1993 is Sinai ook hoogleraar aan Princeton-universiteit.

## Onderscheidingen
- In 1986 won hij de Boltzmann Medaille
- In 1990 won hij de Dannie Heineman Prize for Mathematical Physics
- In 1992 won hij de Diracprijs
- In 1997 won hij de Wolfprijs
- In 2002 won hij de Nemmersprijs[4]
- In 2008 won hij de Lagrangeprijs
- In 2009 won hij de Henri Poincaré prijs
- In 2013 won Sinai de Steele-prijs voor zijn hele loopbaan.
- In 2014 won hij de Abelprijs voor zijn bijdragen aan dynamische systemen, ergodentheorie en mathematische fysica.[5][6][7][8]